# Sadin Crnovršanin
Sadin Crnovršanin (* 4. Februar 2002 in Bern) ist ein Schweizer Fussballspieler. Er spielt beim Berner Erstligisten BSC Young Boys als Innenverteidiger. Als Sohn montenegrinischer Eltern besitzt er zusätzlich auch deren Staatsbürgerschaft.

## Sportlicher Werdegang
Der in Bern geborene und aufgewachsene Sadin Crnovršanin spielte in seiner frühen Jugend zunächst beim FC Bern und wechselte 2016 zum BSC Young Boys (YB). Nach Einsätzen in der U17- und der U18-Mannschaft kam er 2020 in das U21-Team in der drittklassigen Promotion League, mit dem er am 13. August 2021 bei der 0:2-Auswärtsniederlage gegen die AC Bellinzona in der Startelf debütierte.
Im Mai 2024 erhielt Crnovršanin seinen ersten, bis 2026 gültigen Profivertrag bei YB. Sein Debüt in der 1. Mannschaft in der Super League hatte er schon am 1. April beim 0:0 im Auswärtsspiel gegen den FC Yverdon gegeben, als er in der 43. Minute für Fabian Lustenberger eingewechselt wurde. Am 17. März 2024 hatte er bei der 0:2-Auswärtsniederlage gegen den FC Lausanne-Sport bereits zum ersten Mal auf der Ersatzbank gesessen. Er spielte im Folgenden noch in Testspielen gegen Stade Lausanne-Ouchy (2:0-Sieg), Xamax Neuchâtel (4:0-Sieg), KVC Westerlo (Belgien, 0:1-Niederlage) und den FK Krywbas Krywyj Rih (Ukraine, 2:2-Unentschieden) sowie in einem Spiel im Blitzturnier Burkhalter-Cup gegen den FC Thun (0:2-Niederlage).
Im Juli 2024 verletzte Crnovršanin sich am Hamstring und verpasste so die folgenden Meisterschafts- und Cupspiele sowie in der Qualifikation der UEFA Champions League den 1:0-Auswärtssieg am 27. August 2024 gegen Galatasaray Istanbul und die 0:3-Heimniederlage am 17. September 2024 gegen Aston Villa. Im Januar 2025 wechselte er leihweise für den Rest der Saison zum FC Wil in die zweithöchste Schweizer Liga. Dort absolvierte er 15 Spiele und bereitete zwei Treffer vor.
Im Sommer 2025 wechselte Crnovršanin nach Deutschland zum Drittligisten SSV Ulm 1846, der aus der 2. Bundesliga abgestiegen war und einen Umbruch erlebte, und unterzeichnete bei den «Spatzen» einen Zwei-Jahres-Vertrag.